# Daniel Doran
Pour les articles homonymes, voir Doran.
Daniel Doran, né en 1967, est un patineur artistique américain, vice-champion des États-Unis en 1989.

## Biographie

### Carrière sportive
Daniel Doran grandit à Oak Lawn dans l'Illinois. Il est vice-champion des États-Unis en 1989, derrière son compatriote Christopher Bowman.
Il représente son pays à deux mondiaux (1986 à Genève et 1989 à Paris). Il n'est jamais sélectionné par la fédération américaine pour participer aux Jeux olympiques d'hiver.
Il arrête les compétitions sportives après les championnats nationaux de 1991

## Palmarès
| Compétitions principales    | 1984    | 1985    | 1986    | 1987    | 1988    | 1989    | 1990    | 1991    |  |  |  |  |  |  |
| Jeux olympiques d'hiver     |         |         |         |         |         |         |         |         |  |  |  |  |  |  |
| Championnats du monde       |         |         | 8e      |         |         | 7e      |         |         |  |  |  |  |  |  |
| Championnats des États-Unis | 6e      | 6e      | 3e      | 4e      | 4e      | 2e      | 5e      | 10e     |  |  |  |  |  |  |
|                             |         |         |         |         |         |         |         |         |  |  |  |  |  |  |
| Autres Compétitions         | 1983/84 | 1984/85 | 1985/86 | 1986/87 | 1987/88 | 1988/89 | 1989/90 | 1990/91 |  |  |  |  |  |  |
| Skate America               |         |         |         | 3e      |         | 2e      |         |         |  |  |  |  |  |  |
| Skate Canada                |         | 8e      |         |         |         |         |         |         |  |  |  |  |  |  |
| Trophée de France           |         |         |         |         |         |         | 4e      |         |  |  |  |  |  |  |
| Moscou Skate                |         |         |         |         | 2e      |         |         |         |  |  |  |  |  |  |
| Trophée NHK                 |         |         |         |         |         | 4e      |         | 6e      |  |  |  |  |  |  |
|                             |         |         |         |         |         |         |         |         |  |  |  |  |  |  |